# Gianfranco De Luca
Gianfranco De Luca (* 11. září 1949 Atri) je italský římskokatolický duchovní a emeritní biskup Termoli-Larino.

## Život
Narodil se 11. září 1949 v Atri.
Vstoupil do Papežského regionálního semináře v Chieti. Po teologickém studiu byl 25. srpna 1974 biskupem Abelem Coniglim vysvěcen na kněze a inkardinován do diecéze Atri. Stal se farářem farnosti v Tossicii. Od roku 1982 sloužil ve farnostech San Giorgio di Crognaleto a Macchia Vomano di Crognaleto. V letech 1985–2006 byl farářem San Nicolò a Tordino v Teramo.
V rámci diecéze zastával funkci okrskového vikáře a kanovníka konkatedrály, byl zodpovědný za Diecézní centrum pro evangelizaci a katechezi. Věnoval se akademické činnosti na Institutu náboženských věd. Dne 22. dubna 2006 jej papež Benedikt XVI. jmenoval biskupem Termoli-Larino. Biskupské svěcení přijal 23. července z rukou kardinála Giovanni Battisty Re a spolusvětiteli byli arcibiskup Paolo Romeo a arcibiskup Tommaso Valentinetti.
Dne 7. prosince 2024 přijal papež František jeho rezignaci z důvodu dosažení kanonického věku 75 let.